# Oreodera candida
Oreodera candida là một loài bọ cánh cứng trong họ Cerambycidae.